# Ghiacciaio Heitō
Il ghiacciaio Heitō (in giapponese: 平頭氷河, Heitō-hyōga, ossia "ghiacciaio dalla cima piatta") è un piccolo ghiacciaio situato sulla costa del Principe Harald, nella Terra della Regina Maud, in Antartide. Il ghiacciaio, il cui punto più alto si trova a circa 300 m s.l.m., si trova in particolare nelle colline di Langhovde, dove scorre verso ovest lungo il versante meridionale dell'omonimo monte Heitō.

## Storia
Il ghiacciaio Heitō è stato mappato e così battezzato da cartografi giapponesi grazie a fotografie aeree scattate nel corso della spedizione giapponese di ricerca antartica svoltasi tra il 1957 e il 1962, e così battezzato per la sua prossimità al già citato monte Heitō.